# Ouroboros (Локи)
«Ouroboros» (с англ. — «Уроборос») — первый эпизод второго сезона американского телесериала «Локи» с участием одноимённого персонажа Marvel Comics. По сюжету Локи вместе с Мобиусом М. Мобиусом, Охотником B-15 и другими представителями «Управления временными изменениями» (УВИ) путешествует по мультивселенной, чтобы разыскать Сильвию, Равонну Ренслейер и Мисс Минуты. События эпизода происходят в медиафраншизе «Кинематографическая вселенная Marvel», также он разделяет связь с фильмами франшизы. Автор сценария — Эрик Мартин, режиссёры — Джастин Бенсон и Аарон Мурхед.
Том Хиддлстон повторил роль Локи из предыдущих проектов киновселенной. Также к своим ролям вернулись София Ди Мартино (Сильвия), Гугу Мбата-Ро (Равонна Ренслейер, озвучивание), Вунми Мосаку (Охотник B-15), Юджин Кордеро (Кейси), Тара Стронг (Мисс Минуты), Нил Эллис (Охотник D-90), Джонатан Мейджорс (озвучивание) и Оуэн Уилсон (Мобиус М. Мобиус). В актёрский состав сезона также входят Рафаэль Касаль (Охотник Х-5), Кейт Дики (генерал Докс), Лиз Карр (судья Гэмбл) и Ке Хюи Куан (Уроборос). К ноябрю 2020 года началась разработка второго сезона «Локи», что было официально подтверждено в июле 2021 года. В феврале 2022 года стало известно, что Бенсон, Мурхед и Мартин возьмутся за режиссуру и написание сценария для сезона.
Эпизод «Уроборос» был выпущен на стриминговом сервисе Disney+ 5 октября 2023 года. Эпизод получил похвалу от критиков, в частности хвалили актёрскую игру Ке Хюи Куана, сценарную и операторскую работы.

## Сюжет
Локи Лафейсон из цитадели в конце времён попадает в «Управление временными изменениями» (УВИ), где его никто не узнаёт. Увидев статую Того, кто остаётся, Локи пытается сбежать от Мобиуса и Охотника B-15, выпрыгивает из отдела и попадает в машину для доставки, которая врезается в статую, а затем в ещё один отдел. Из-за аварии хрономонитор падает на логотип УВИ, что приводит к трещине в плитке. Убирающийся там Кейси также не узнаёт Локи, но внезапно Локи «проваливается» во времени и попадает в точно такое же УВИ, где Кейси уже его узнаёт.
Заметив оставшуюся трещину, Локи понимает, что его перемещает между прошлым, настоящим и будущим, и затем просит Кейси найти Мобиуса. Тем временем, Охотник Х-5 отводит Мобиуса и В-15 на допрос к новому совету по управлению УВИ, где В-15 объясняет судье Гэмбл и Генералу Докс, что УВИ не спасало линии, а наоборот уничтожало, и судья Гэмбл приказывает прекратить удаление всех новообразовавшихся временных линий.
Локи оказывается в прошлом УВИ и находит на стене скульптуры Того, кто остаётся, и запись его разговора с Равонной Ренслейер о совместном правлении. Внезапно он переносится в настоящее и с помощью временной дубинки удаляет часть фрески с Хранителями времени, раскрывая всем истинного создателя УВИ.
Генерал Докс приказывает Охотнику Х-5 найти Сильвию, ответственную за образование множества временных линий и нарастающую нестабильность работы УВИ.
Мобиус отводит Локи в отдел ремонта и обслуживания технологий УВИ к работнику по имени Уроборос («У.Б.»), чтобы исправить его «провалы» во времени и пространстве. У.Б. заявляет, что помнит, что встречался с Мобиусом, о чем сам Мобиус не помнит. Локи вновь «проваливается» в прошлое УВИ и встречает У.Б., который вместе с ним создаёт устройство для стабилизации Ткача времени — устройства, преобразующего неопределённое время в физический таймлайн и называет устройство «экстрактором темпоральной ауры». Однако У. Б. заявляет, что Локи придётся себя удалить, когда Мобиус в специальном скафандре достигнет Ткача и сможет вытянуть Локи из потока времени, иначе Локи навсегда потеряется во времени.
В настоящем У.Б. находит созданный им в прошлом экстрактор и даёт Локи компас, при помощи которого Локи сможет определить, когда себя удалять, однако Локи «проваливается» в будущее УВИ, лишаясь дубинки для стирания. Мобиус в скафандре отправляется к Ткачу и устанавливает экстрактор, ожидая Локи. В будущем организация находится на грани уничтожения, и Локи встречает Сильвию из будущего, после чего неизвестный удаляет Локи. У.Б. начинает закрывать шлюз в УВИ, и спасённый Локи с Мобиусом успевают попасть внутрь. Тем временем отряд минутменов во главе с генералом Докс отправляется на поиски Сильвии.
В сцене после титров, Сильвия перемещается из цитадели в конце времён в 1982 год в Оклахому. Она заходит в ближайший McDonald’s и просит приготовить ей всё, что у них есть.

## Производство

### Разработка
Разработка второго сезона сериала «Локи» началась в ноябре 2020 года, что было подтверждено сценой после титров в финальном эпизоде первого сезона, премьера которого состоялась в июле 2021 года. В феврале 2022 года режиссёрский дуэт Джастин Бенсон и Аарон Мурхед был нанят для постановки большинства эпизодов второго сезона, включая первый эпизод. Эрик Мартин, сценарист первого сезона, взявший на себя часть обязанностей создателя сериала Майкла Уолдрона во время производства сезона, был назначен автором всех шести эпизодов второго сезона. Исполнительными продюсерами сезона выступили Кевин Файги, Стивен Бруссар, Луис Д’Эспозито, Виктория Алонсо, Брэд Уиндербаум и Кевин Р. Райт, а также актёр Том Хиддлстон, Джастин Бенсон и Аарон Мурхед, Эрик Мартин и Майкл Уолдрон. Эпизод получил наименование «Ouroboros» (рус. Уроборос), сценаристом выступил Эрик Мартин.

### Сценарий
Действие эпизода начинается сразу после окончания финального эпизода первого сезона, «For All Time. Always.». В финальном эпизоде было показано, что Локи находится на организации «Управление временными изменениями» (УВИ) в другой временной линии, а на месте статуй Хранителей времени находится статуя Того, кто остаётся; В данном эпизоде подтверждается, что Локи находится в том же УВИ, но в прошлом, а статуя действительно принадлежала Тому, Кто Остаётся.
Создатели использовали этот эпизод, чтобы представить множество «временных» концепций сезона, стараясь сделать их простыми для понимания, но при этом оставляя некоторую интригу для элементов, которые будут использованы позже в сезоне, в частности момент, когда Локи видит Сильвию из будущего; Райт особо похвалил режиссёров Бенсона и Мурхеда за то, что они помогли «[преодолеть] грань между интригой и путаницей» в этом эпизоде. После знакомства с Уроборосом Мобиус заявляет, что не помнит ранние встречи с ним, хотя Уроборос утверждает, что они встречались. Райт назвал это «намеренно немного абстрактным» и, хотя это станет более крупной сюжетной линией сезона, отметил, что это поднимает «интересные вопросы» о том, кому стирали память в УВИ, а кому нет. Сцена после титров эпизода происходит в альтернативной временной линии в Брокстоне (штат Оклахома) в 1982 году. Брокстон был выбран «в знак уважения к фанатам», так как в конце 2000-х и начале 2010-х годов в комиксах в данном месте находился Асгард, а также «в качестве небольшого кивка на ДНК» Сильвии, так как она частично основана на Сильвии Лаштон, которая в комиксах была родом из Брокстона. Брокстон также появлялся в эпизоде «Smoke & Mirrors» телесериала «Агент Картер».

### Подбор актёров
В эпизоде приняли участие актёры Том Хиддлстон (Локи), София Ди Мартино (Сильвия), Вунми Мосаку (Охотник B-15), Юджин Кордеро (Кейси), Рафаэль Касаль (Охотник X-5), Кейт Дики (генерал Докс), Лиз Карр (судья Гэмбл), Нил Эллис (Охотник D-90), Ке Хюи Куан (Уроборос) и Оуэн Уилсон (Мобиус М. Мобиус):40:27–40:59. Гугу Мбата-Роу и Джонатан Мейджорс исполнили роли Равонны Ренслейер и Того, кто остаётся, соответственно.

### Дизайн
Художник по костюмам Кристин Вада сумела сделать Темпоральные скафандры модульными, со съёмными рукавами, чтобы актёрам не было слишком жарко в костюме и не нужно было его снимать между дублями.

### Съёмки и визуальные эффекты
Съёмки эпизода проходили на студии Pinewood Studios в Великобритании, режиссёрами выступили Бенсон и Мурхед, а оператором — Айзек Бауман:2. Хиддлстон физически исполнял каждый из «провалов» во времени, давая по восемь-десять разных вариантов исполнения, которые затем были объединены с помощью визуальных эффектов. Он также рассматривал возможность использования верёвок и тросов, чтобы иметь возможность более активно двигать своим телом в различных направлениях. Визуальные эффекты для эпизода были созданы компаниями Framestore, Trixter, FuseFX, Cantina Creative, Industrial Light & Magic и Lola VFX:44:32–44:45.

## Рекламная кампания
После выхода эпизода компания Marvel в рамках еженедельной акции «Marvel Must Haves», посвящённой каждому эпизоду сериала, анонсировала товары, вдохновлённые этим эпизодом, включая одежду, аксессуары, постер, а также фигурки Локи и Мобиуса от Funko POP!.

## Премьера
Премьера эпизода состоялась на стриминговом сервисе Disney+ 5 октября 2023 года. Изначально его выпуск был запланирован на 6 октября, но затем он был перенесён на четверг после аналогичного переноса графика для сериала «Асока».

## Восприятие

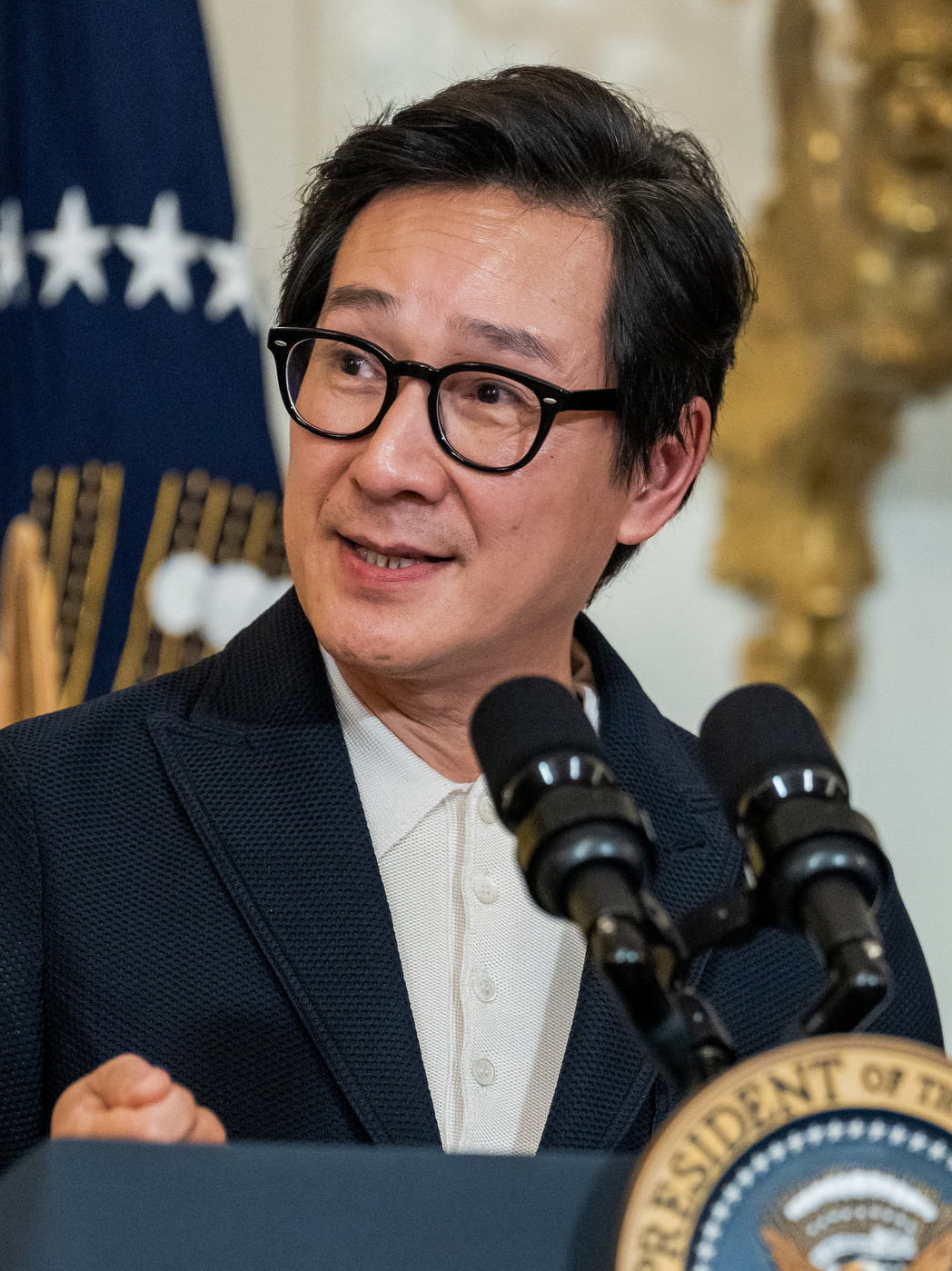
Ке Хюи Куан, исполняющий роль Уробороса, получил похвалу от критиков за актёрскую игру в данном эпизоде

### Реакция аудитории
Через три дня после премьеры эпизода, стриминговый сервис Disney+ объявил, что «Ouroboros» собрал 10,9 миллиона просмотров по всему миру. Это была вторая по количеству просмотров премьера сезона на стриминговом сервисе в 2023 году, которая уступила лишь премьере третьего сезона сериала «Мандалорец». По данным Nielsen Media Research, измеряющих количество минут, просмотренных американской аудиторией на телевизорах, «Локи» стал шестым самым просматриваемым оригинальным сериалом на стриминговых сервисах за неделю со 2 по 8 октября 2023 года с 446 млн просмотренных минут, что на 39 % меньше, чем за неделю премьеры первого эпизода первого сезона.

### Реакция критиков
На сайте-агрегаторе рецензий Rotten Tomatoes эпизод получил рейтинг одобрения 82 % на основе 17 отзывов.
Уильям Хьюз из The A.V. Club поставил эпизоду оценку «A-», отметив выдающуюся сцену между Мобиусом, Локи и Уроборосом, а также заявив, что сериал «по-прежнему остаётся одним из самых ярких, стремительных и временами перегруженных уголков Кинематографической вселенной Marvel».
Сиддхант Адлакха из Vulture поставил эпизоду 3 звезды из 5, отметив, что эпизод «занимательный, даже если его концовка немного неожиданная и рваная», похвалил его за «быстрый темп и умелые съёмки», за эксцентричность и ретрофутуризм сериала и тот факт, что он по-новому использует экспозицию, а также высоко оценил актёрскую игру Ке Хюи Куана.
Фрэн Руиз из Space.com написал, что эпизод захватывает, несмотря на то, что он полностью расположен в УВИ и имеет лишь незначительную последовательность действий, раскритиковал эпизод за чрезмерную экспозицию, но похвалил актёрскую игру, операторскую работу и наличие характерного для сериала дизайна.
Тереза Лаксон из Collider написала, что эпизод стал «достойным продолжением истории», а «провалы» Локи во времени породили «хаос, который иногда дезориентирует». Она также похвалила персонажа Ке Хюи Куана и его комедийную синхронность с Уилсоном и Хиддлстоном, и отметила «особенно смешной» момент Уилсона во время спасения Локи.
Сабина Грейвс из Gizmodo раскритиковала изменения в сценарии между сезонами сериала, назвав предыдущий сезон «уникальным пограничным жанром», а этот эпизод ― «заурядной научной фантастикой в духе „Доктора Кто“ и „Рика и Морти“». Грейвс удивилась сюжету сериала, указав, что «женщины все сломали, а мужчины должны все исправлять», а также отметила «сопереживающую и сильную» Вунми Мосаку в роли Охотника B-15.

## Комментарии
1. ↑  После событий эпизода «For All Time. Always.»